# Portrait de province en rouge
Pour plus de détails, voir Fiche technique et Distribution.
Portrait de province en rouge (Al piacere di rivederla) est une comédie policière italienne réalisée par Marco Leto et sortie en 1976.

## Synopsis
Mario Aldara, un officier du ministère de l'Intérieur et ancien commissaire de police, est envoyé en Émilie pour enquêter sur une mort excellente: le suicide présumé de César Bonfigli, chef d'une puissante famille Émilienne liée au pouvoir et à l'église par des affaires immobilières et sociales. Vingt ans auparavant,Mario Aldara était le petit ami de Viviana, la veuve de la victime. Le fonctionnaire ne tarde pas à découvrir la vie corrompue de Bonfigli et les affaires illicites. Dans la main du tchèque, un gardien, Aldara trouve un chèque d' une somme importante,signé par le défunt le jour du décès, dont le destinataire est Pietro, petit ami de Patrizia...

## Fiche technique
- Titre original : Al piacere di rivederla
- Titre français : Portrait de province en rouge
- Réalisation : Marco Leto
- Scénario : Marco Leto, Ruggero Maccari, Maurizio Costanzo et Paolo Levi, d'après le roman de ce dernier
- Photographie : Ennio Guarnieri
- Musique : Fred Bongusto
- Pays d'origine :  Italie
- Genre : Comédie policière
- Durée : 102 minutes
- Date de sortie : 1976

## Distribution
- Ugo Tognazzi : Mario Aldara
- Françoise Fabian : Viviana Bonfigli
- Miou-Miou : Patrizia
- Alberto Lionello : Don Luigi
- Philippe March : Architetto Morlacchi
- Lia Tanzi
- Claudio Bigagli
- Paolo Bonacelli
- Franco Graziosi